# Cá mập đen đuôi đỏ
Cá mập đen đuôi đỏ (Danh pháp khoa học: Epalzeorhynchos bicolor) hay còn gọi là cá chuột Thái đuôi đỏ, cá mập labeo đuôi đỏ, cá hắc xá là một loài cá thuộc chi Epalzeorhynchos có nguồn gốc từ Thái Lan trong họ cá chép. Trái với tên gọi, chúng không có quan hệ họ hàng với cá mập. 

## Đặc điểm
Cá hắc xá là loài bản địa của Thái Lan, loài này được mô tả bởi Hugh M. Smith vào năm 1931. Chúng được thu thập mẫu vật từ những con sông, dòng suối của hệ thống sông Chao Phraya River xa về phía nam của thủ đô Bangkok. Đây là loài cá cỡ nhỏ, chúng có thể phát triển đến 16 cm (6 in) và sống được khoảng 8 năm. Trong các bể cá cảnh, chúng có nhiều màu sắc tùy ý thích nhưng màu sắc được ưa chuộng hơn cả là màu đỏ sáng và màu cam, sắc bạch tạng cũng được ưa chuộng. Chúng là loài cá hung dữ nhưng ít khi cắn hoặc làm tổn thưởng đến các loài cá khác.